# Herman Kelly and Life
Herman Kelly & Life foi uma banda originária de Miami, Flórida de modern soul/funk estabelecida no final dos anos 1970. Sua mais notável faixa foi "Dance to the Drummer Beat", originalmente lançada em 1978 em inúmeros selos americanos e europeus em diferentes remixes e durações. A faixa aparece em várias coletâneas de "breakbeats" devido ao constante uso do sample da canção entre DJs e artistas de hip hop. Alguns dos membros do Life incluíam Oliver Wells, Travis Biggs e o vocalista Aaron (Jelly) McCarthy..

## Discografia
Álbuns
- 1978 ‒ Percussion Explosion LP ‒ Electric Cat (ECS-225), Alston (ALS-4409)[2]

Singles
- 1978 ‒ "Dance To The Drummer Beat/Noches Eternas" 7" ‒ Audio Latino (RCAL-598)
- 1978 ‒ "Easy Going/Dance To The Drummer Beat" 7" ‒ Electric Cat (EC-1700)[3]
- 1978 ‒ "Dance To The Drummer Beat (Disco Version)/Easy Going (Noches Eternas) (Disco Version)" 12" ‒ Electric Cat (DEC-1701)
- 1978 ‒ "Dance To The Drummer's Beat/Easy Going" 7" ‒ Alston (ALS-3742)
- 1978 ‒ "Dance To The Drummer's Beat/Easy Going" 12" ‒ T.K. Disco (TKD-100)